# Flugplatz Alpine

i7
i11
i13
Der Flugplatz Alpine (ICAO-Code: PALP, FAA-LID: AK15) ist ein privater Flugplatz, der sich 14 Kilometer nördlich der nächstgelegenen Stadt Nuiqsut und 96 Kilometer westlich der Siedlung Deadhorse im amerikanischen Bundesstaat Alaska befindet. Er wird durch die Ölfirma ConocoPhillips betrieben.

## Infrastruktur
Der Flugplatz hat eine Kies-Start- und Landebahn mit der Ausrichtung 03/21, welche 1525 Meter lang und 31 Meter breit ist. Zur Funknavigation steht das 8 nautische Meilen entfernte ungerichtete Funkfeuer (NDB) Nuiqsut zur Verfügung.

## Fluggesellschaften und Flugziele
Stand: August 2019
ConocoPhillips verbindet diesen eigenen Flugplatz mit dem ebenfalls von ihr betriebenen Flugplatz Ugnu-Kuparuk sowie dem öffentlichen Flughafen Deadhorse. Die kurzen Verbindungen (10 bis 15 Minuten Flugzeit) werden mit Flugzeugen der Typen CASA 212 und de Havilland Canada DHC-6 Twin Otter bedient.

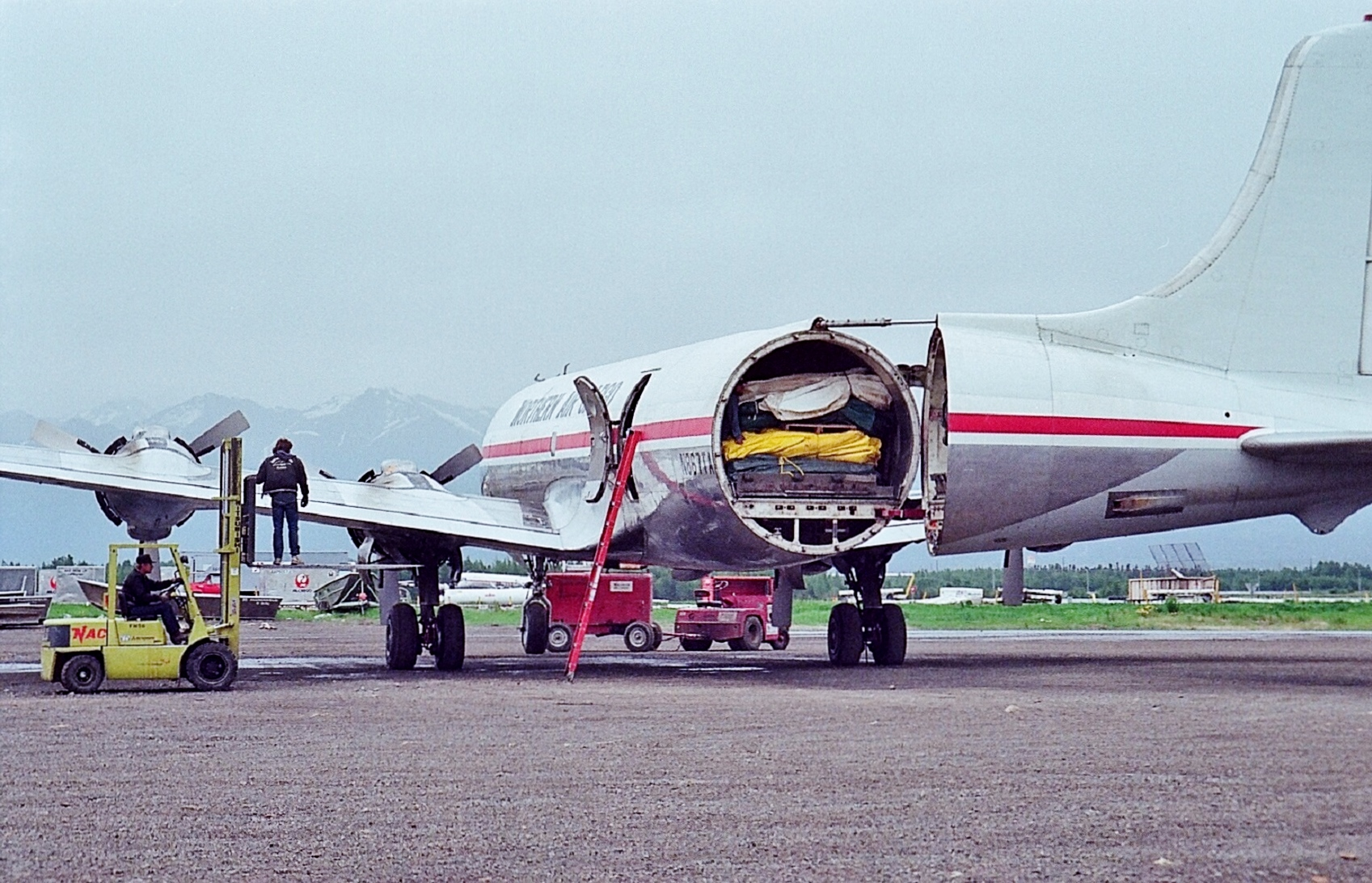
Die am 15. September 2001 in Alpine verunglückte DC-6 N867TA der Northern Air Cargo, Juni 1989

| Fluggesellschaft | Flugziele            |
| ---------------- | -------------------- |
| ConocoPhillips   | Deadhorse (96 km)    |
| ConocoPhillips   | Ugnu-Kuparuk (49 km) |

## Zwischenfälle
- Am 25. September 2001 brach während der Landung auf dem Flugplatz Alpine der linke Flügel einer Douglas DC-6BF der Northern Air Cargo ab (N867TA). Die Maschine drehte infolgedessen nach links und rutschte von der Landebahn. Beim anschließend entstehenden Feuer brannte der Mittelteil der Maschine aus, sodass ein irreparabler Schaden entstand und das Flugzeug abgeschrieben werden musste. Alle drei Insassen konnten sich retten und überlebten. Die zerstörte Maschine war eine der beiden einzigen zu DC-6B-ST („Swing tail“) umgebauten DC-6.[4]